# تیخونوف
تیخونوف (به لاتین: Tikhonov) یک منطقهٔ مسکونی در روسیه است که در آدیغیه واقع شده‌است.